# Kąpiąca się (rzeźba)

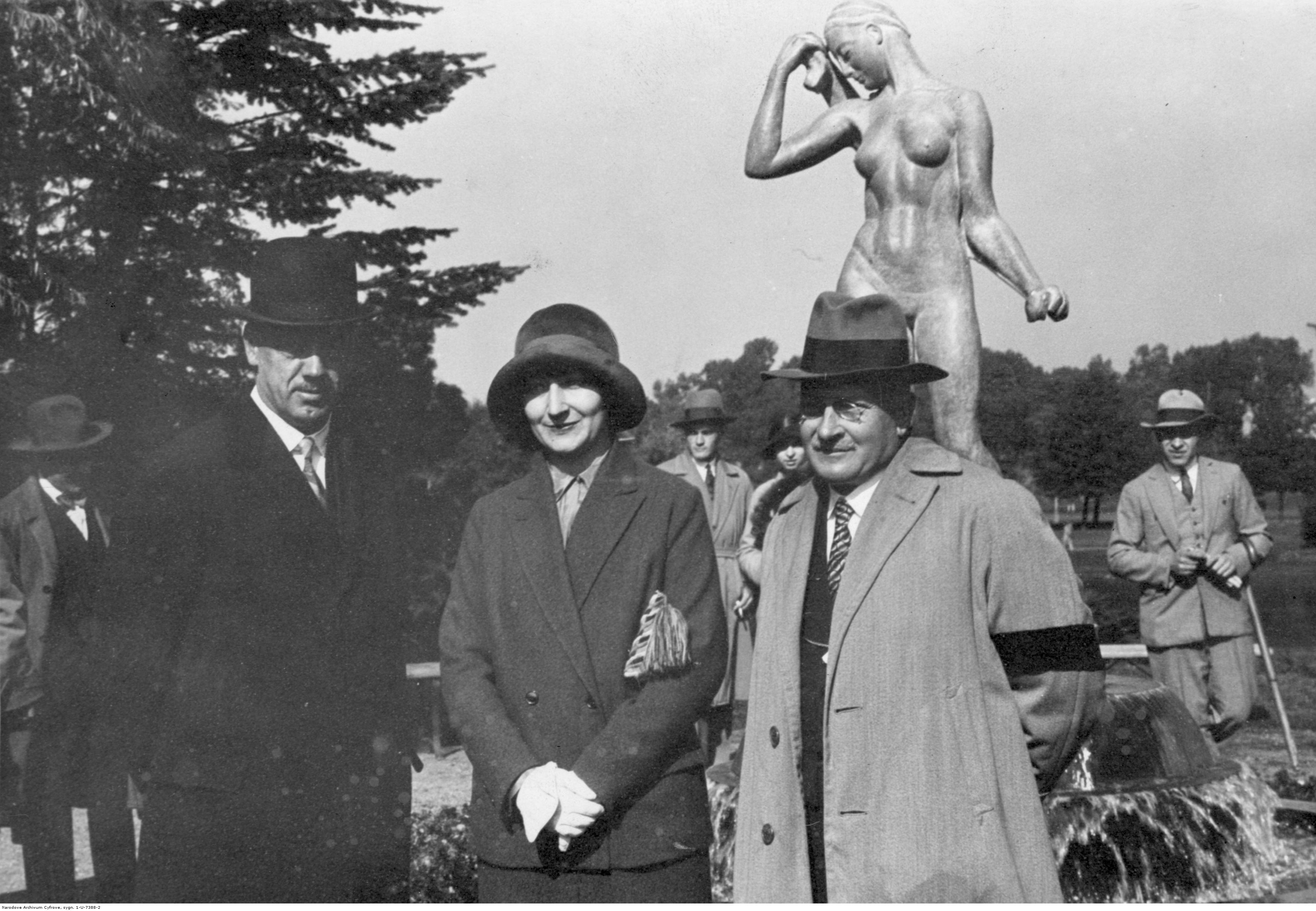
Odsłona rzeźby Olgi Niewskiej „Kąpiąca się”. Widoczni od lewej prezydent Warszawy Zygmunt Słomiński, Olga Niewska, wiceprezes Rady Miejskiej Stanisława Wilczyński. Park Skaryszewski. Warszawa.

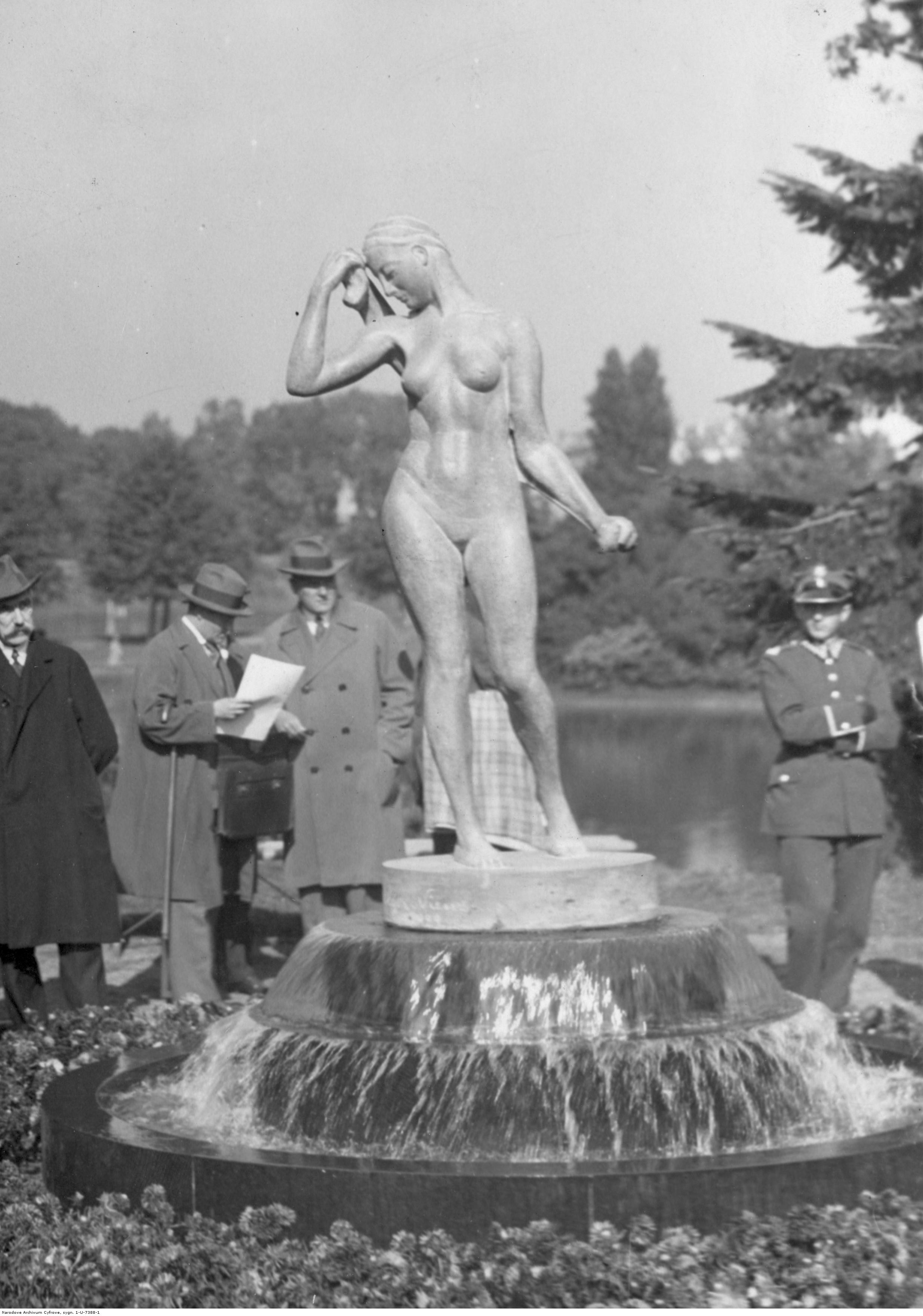
„Kąpiąca się”, Warszawa. Park Skaryszewski.

Kąpiąca się – rzeźba w Warszawie autorstwa Olgi Niewskiej.

## Opis
Rzeźba została ustawiona na niewielkim wzniesieniu południowego brzegu Stawu Łabędziego. Mierzący 178 cm i ważącą prawie 500 kg odlew z brązu został wykonany na podstawie gipsowego odlewu, wystawionego w listopadzie 1928 roku w Salonie Związku Zawodowego Polskich Artystów Plastyków w Warszawie. Rzeźba otrzymała wówczas nagrodę miasta stołecznego Warszawy.
Rzeźba została odsłonięta 28 września 1929 roku o godz. 12:00, przez prezydenta Warszawy Zygmunta Słomińskiego. Uprzednio odlana w brązie w Firmie „Bracia Łopieńscy” w Warszawie.
W dniu otwarcia rzeźby w „Kurierze Czerwonym” ukazał się fragment rozmowy z Olgą Niewską:

— Jakież są pani plany na przyszłość? Czy projektuje pani obecnie jakąś większą pracę?
— Chwilowo nie – odpowiedziała Niewska – bo pochłania mnie kompletnie praca około wykończenia „Kąpiącej się”. Precyzowałam tam każdy najdrobniejszy szczególik. Teraz czuję się trochę zmęczona, muszę wypocząć, ale to nie potrwa długo, bo kocham moją pracę i nie lubię długo wypoczywać!

30 stycznia 1997 podczas nieudanej próby kradzieży rzeźba została uszkodzona. Następnie poddana naprawie przez konserwatorów z Urzędu Wojewódzkiego Konserwatora Zabytków. Naprawą zajął się Krzysztof Lesiak. Wtedy też Marek Koss – specjalista konserwacji kamienia – naprawił granit i wymienił podziemną instalację fontanny. Po 20 miesiącach od uszkodzenia rzeźba wróciła na swoje miejsce.

## Galeria

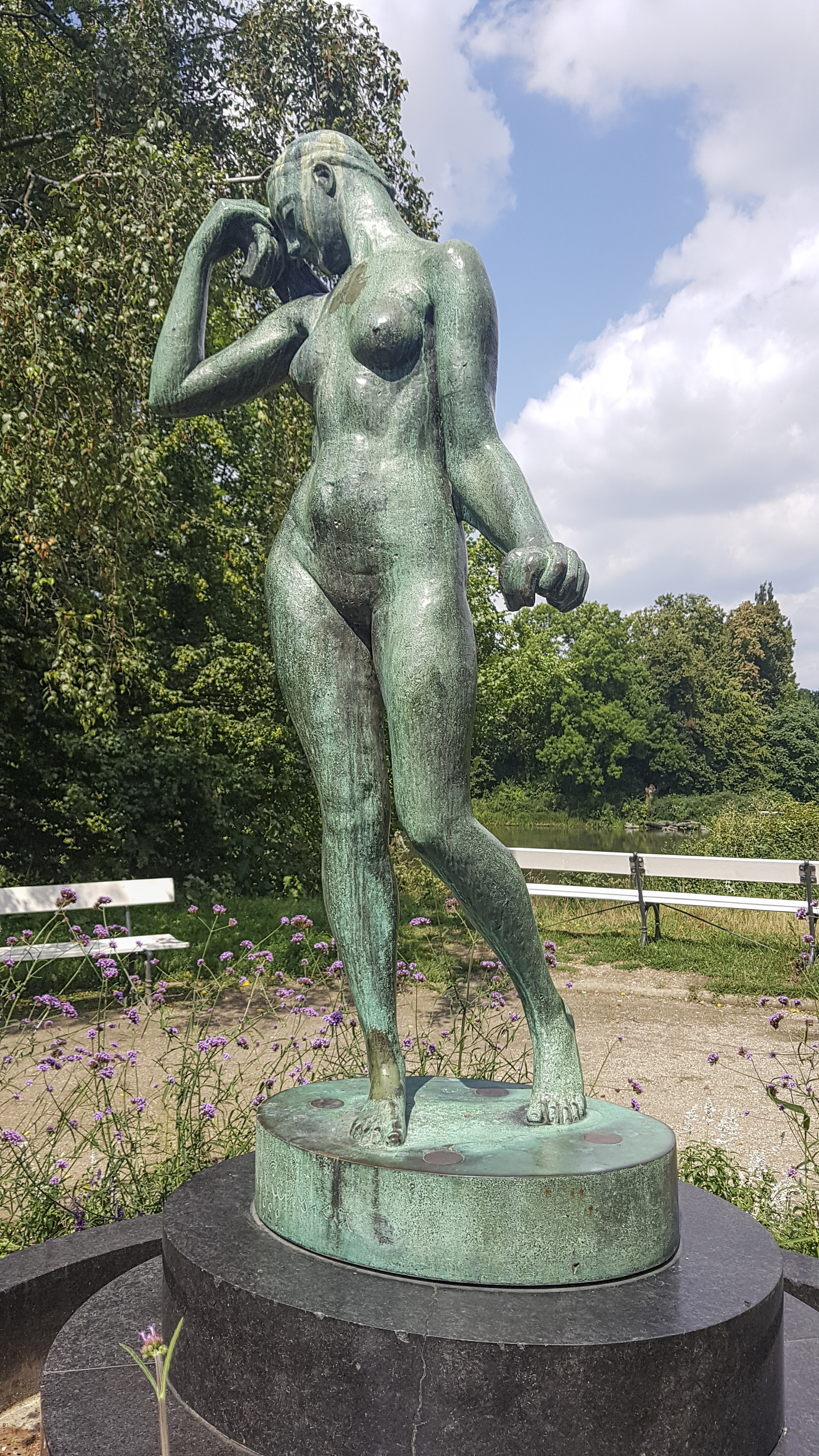
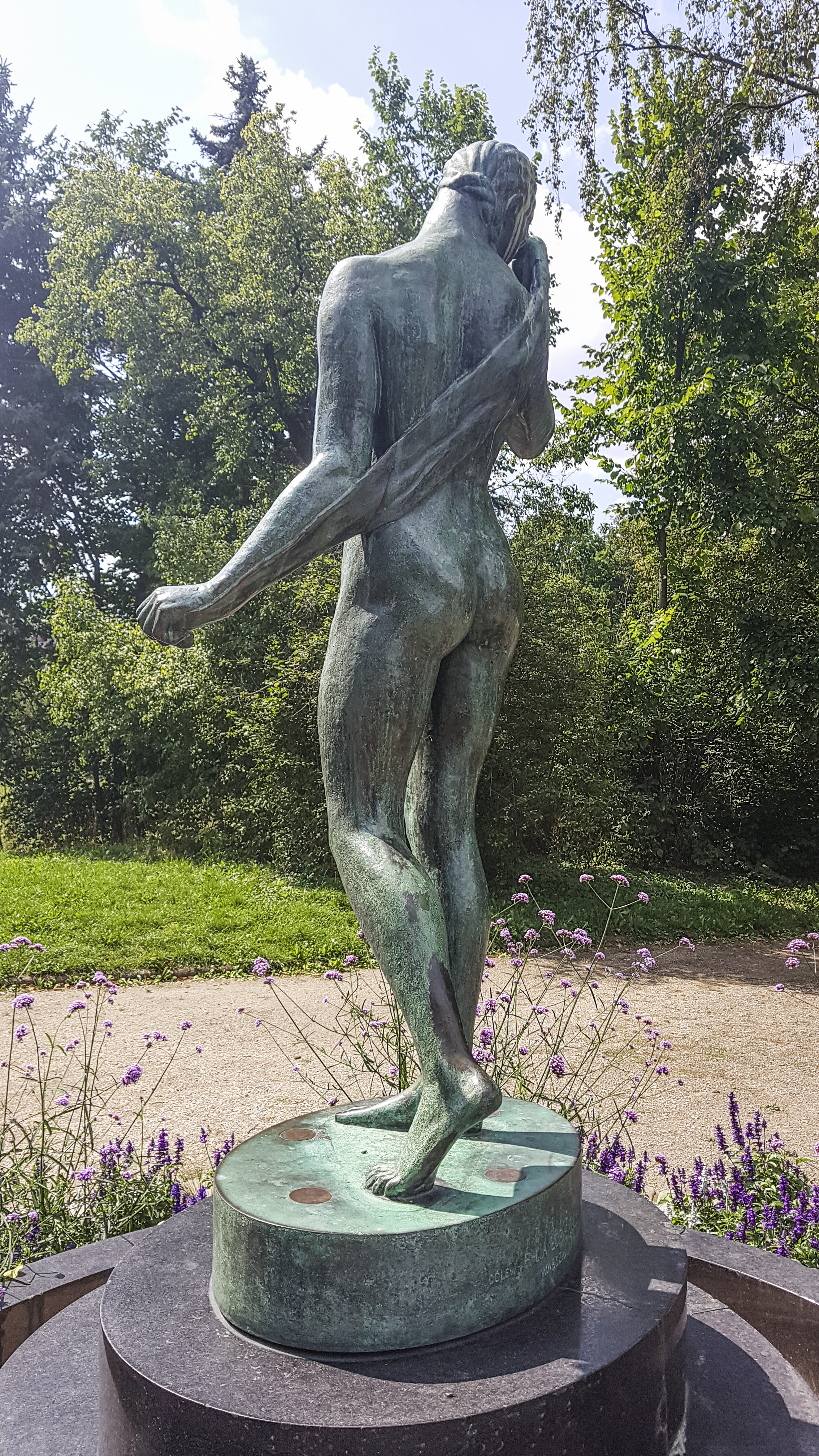
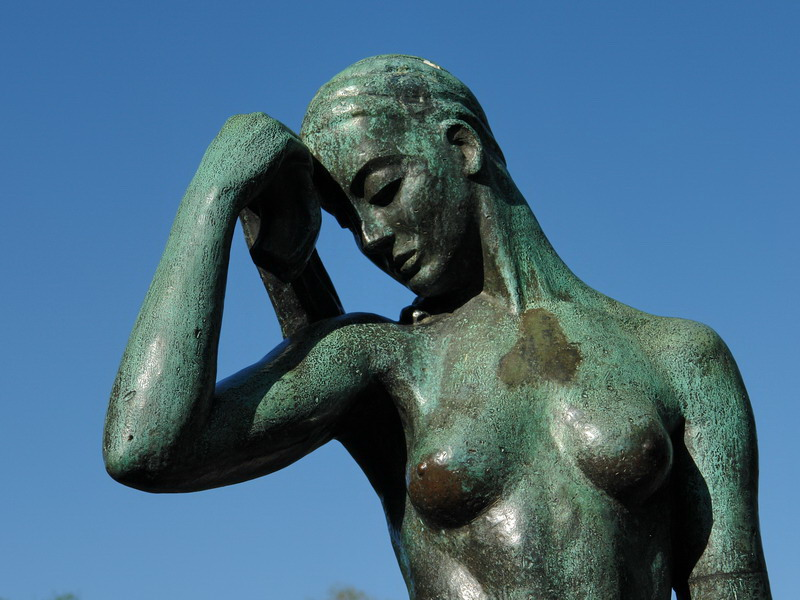
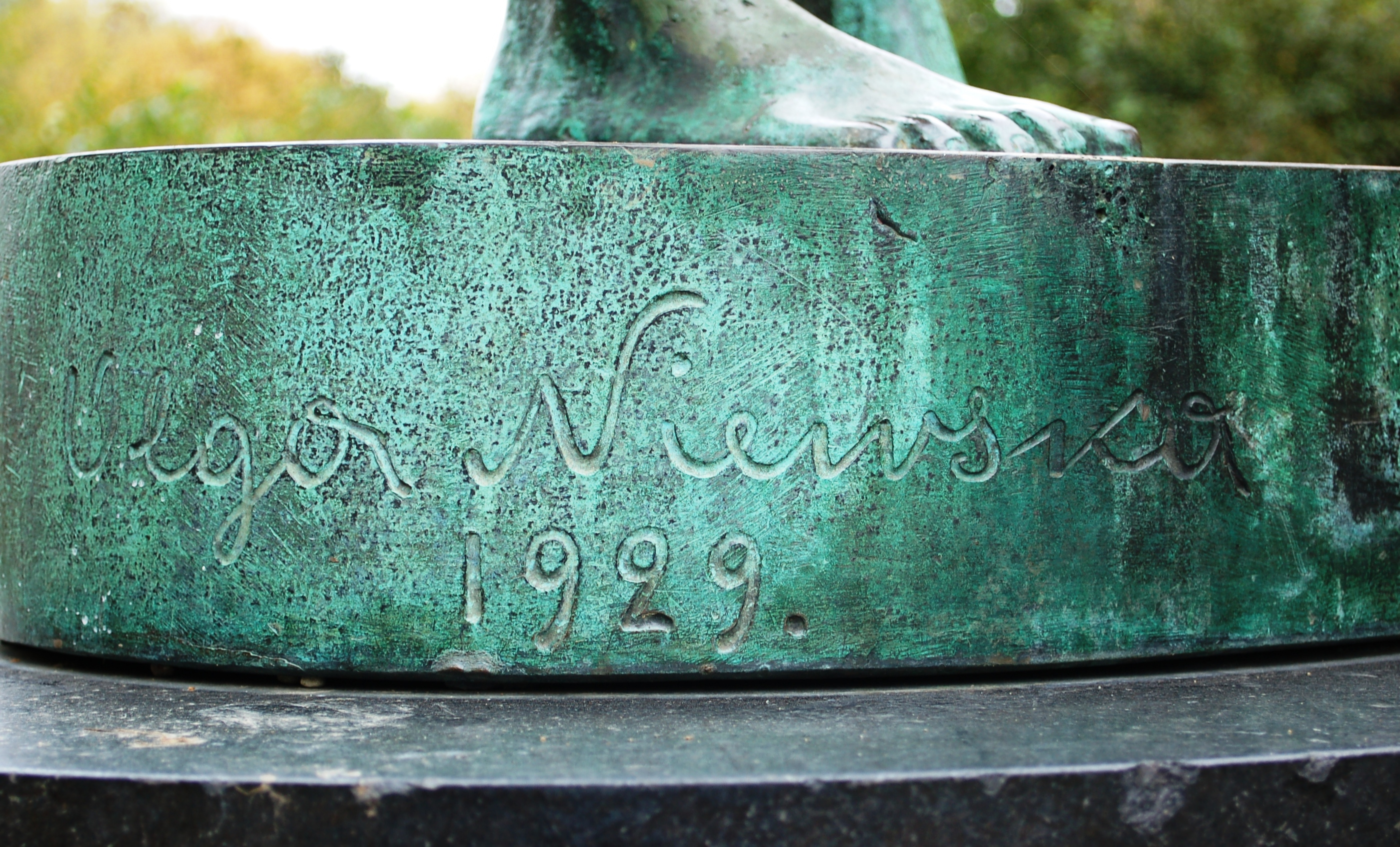
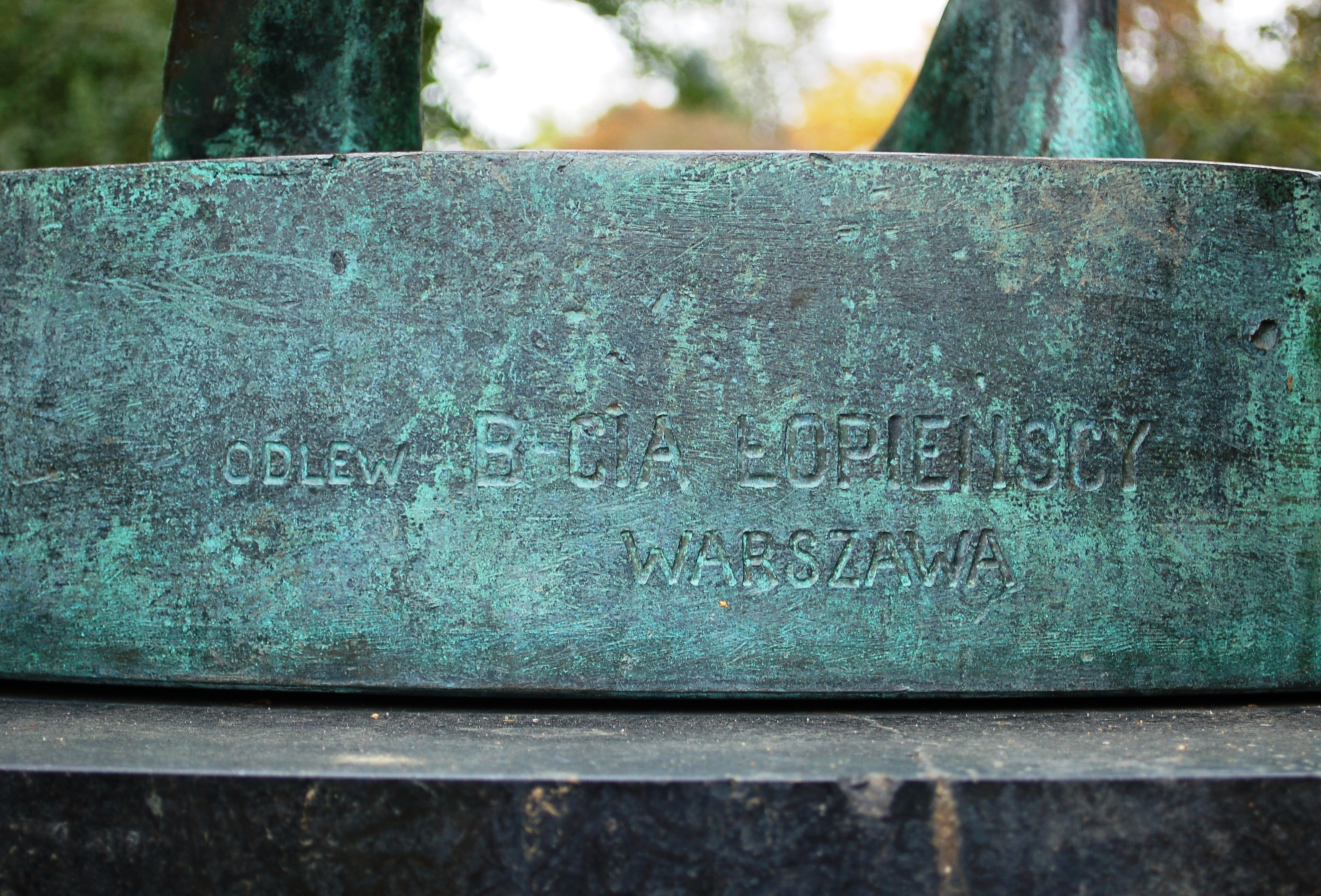
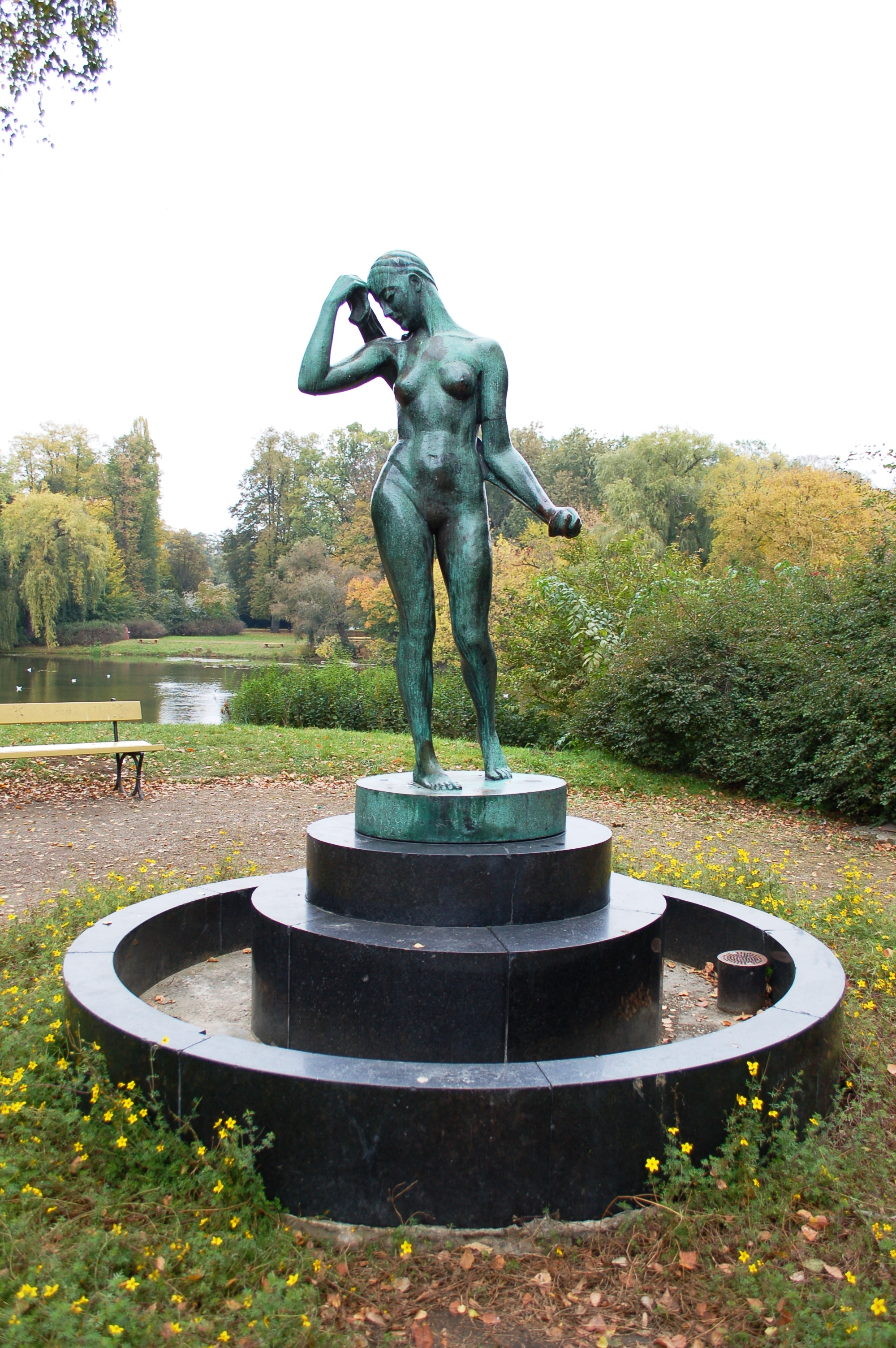
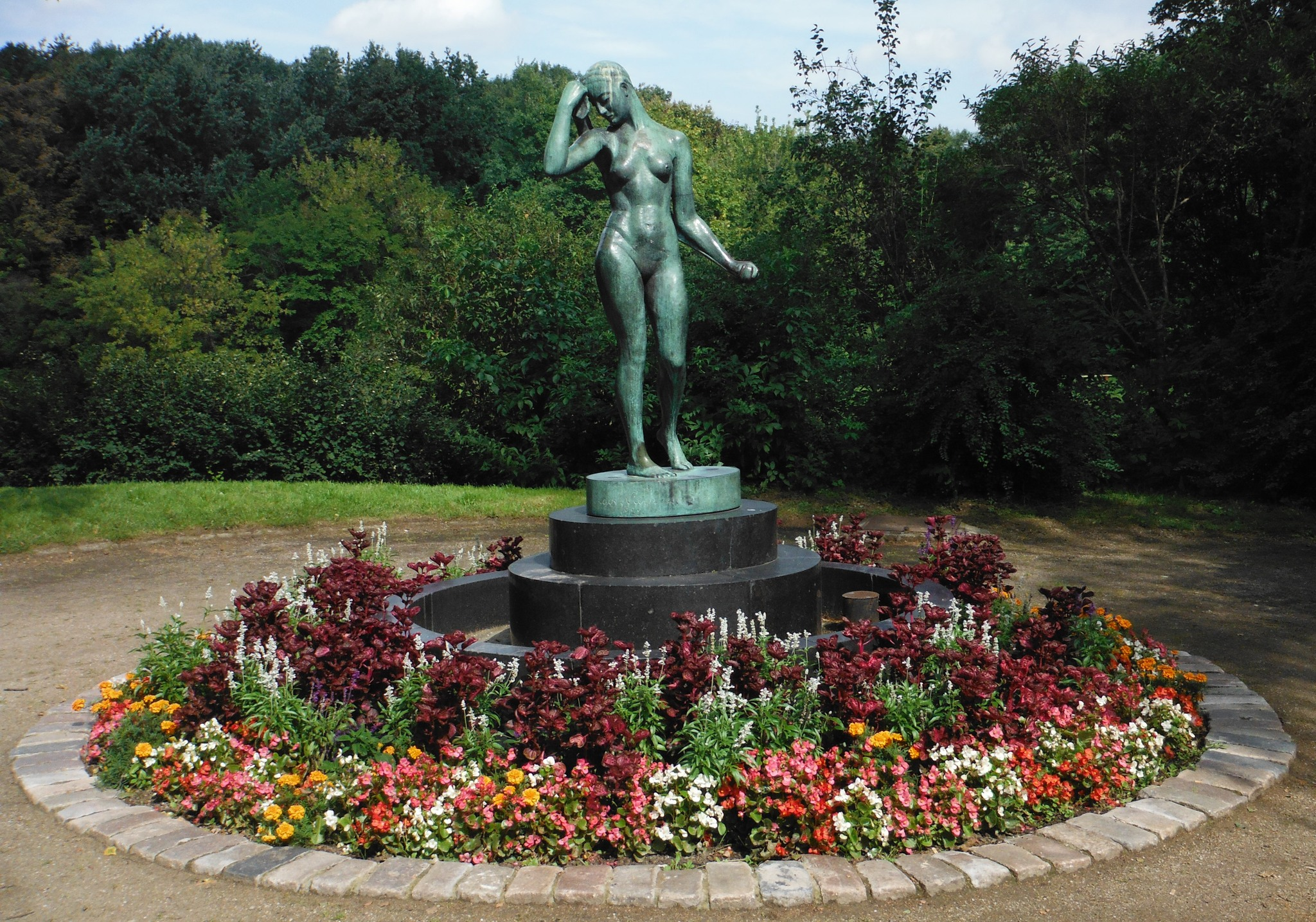
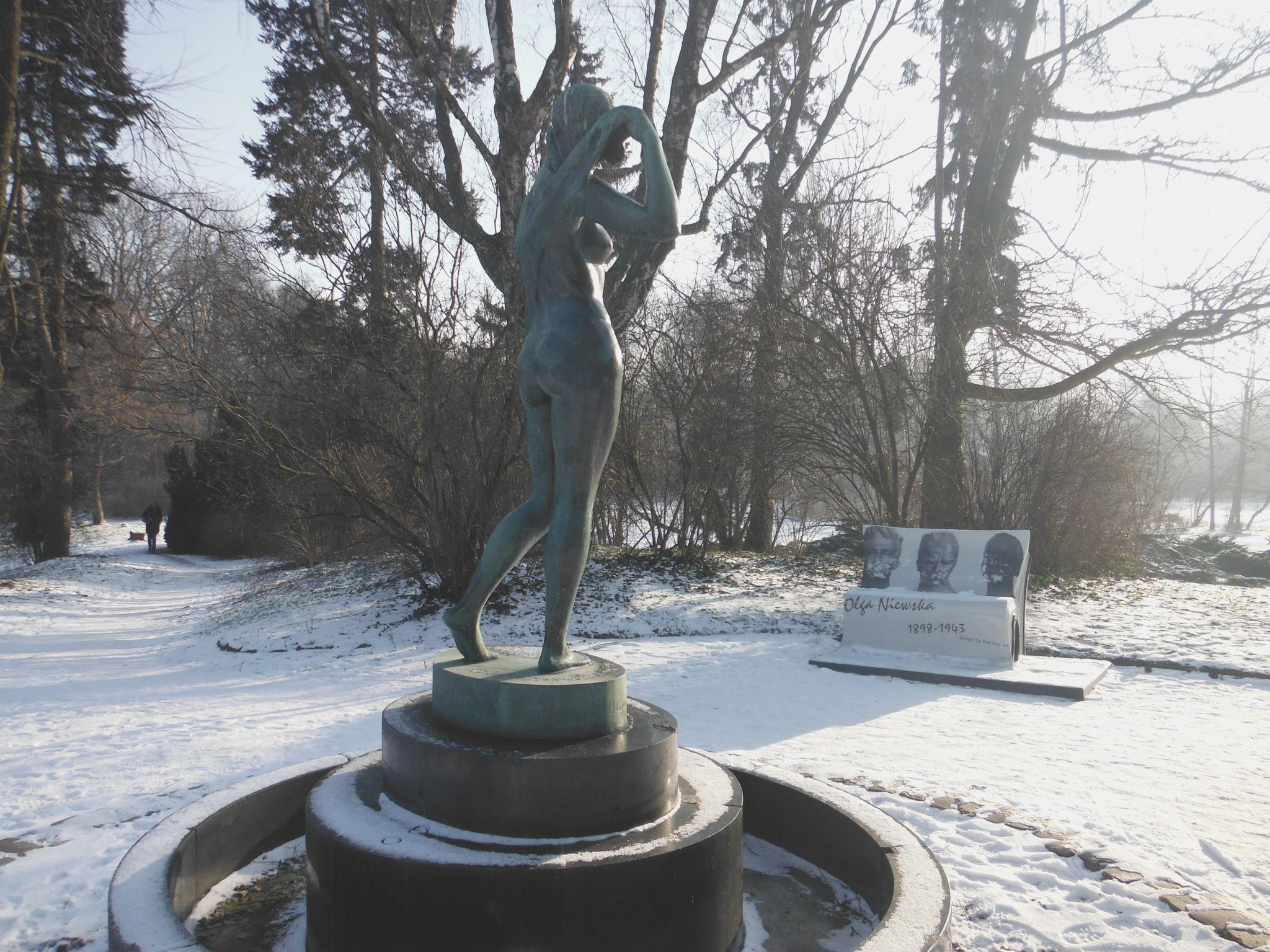
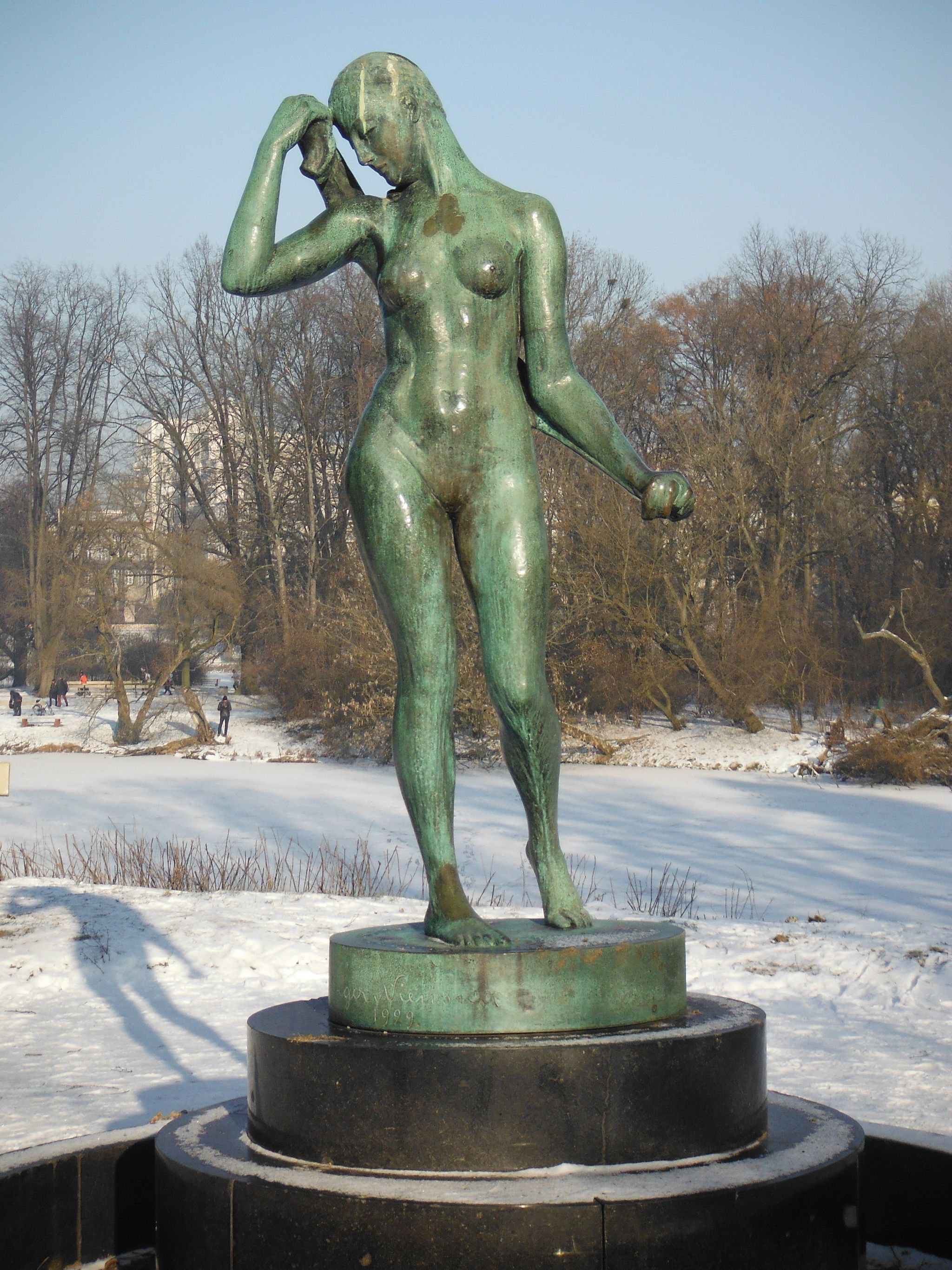
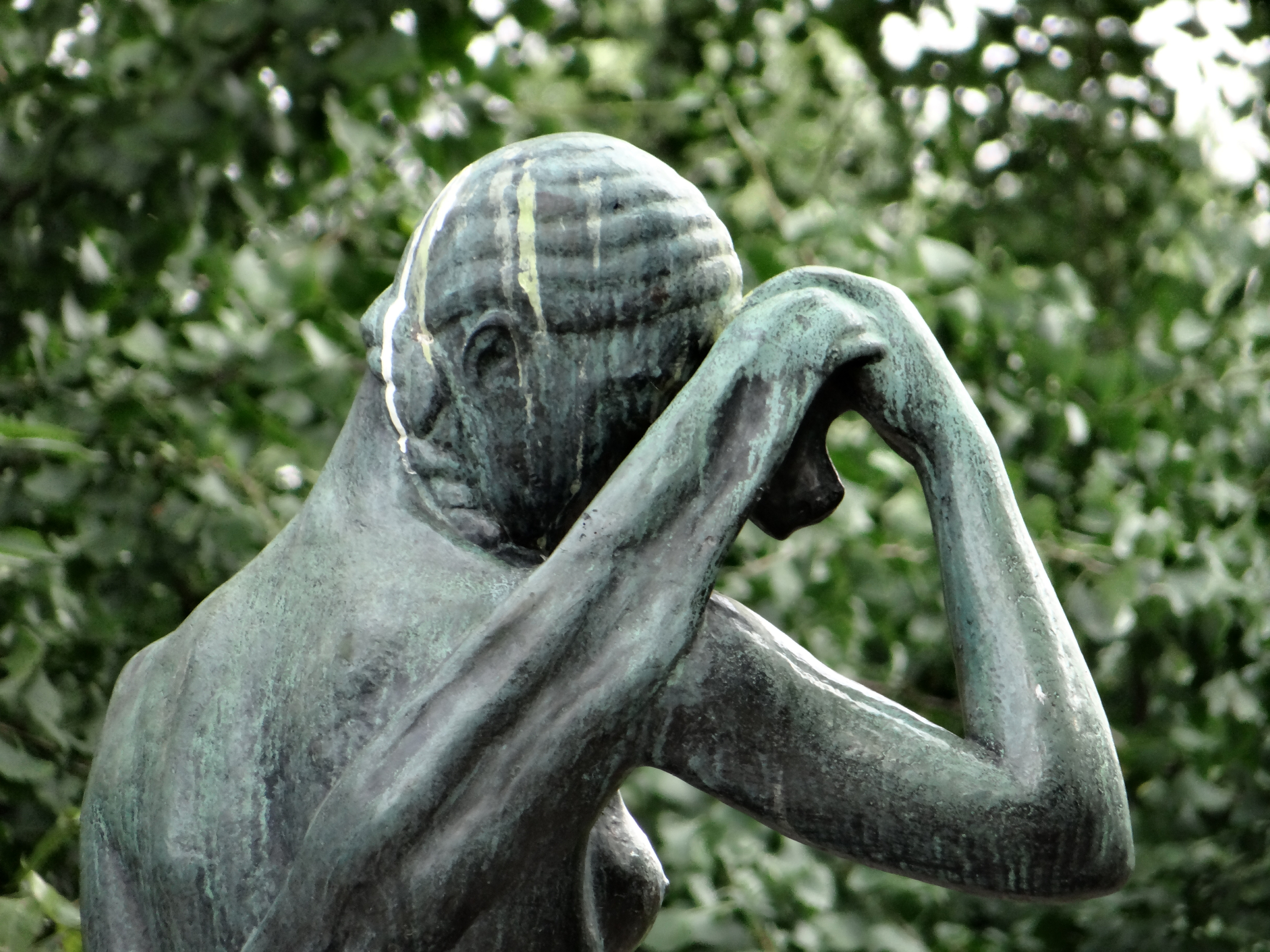
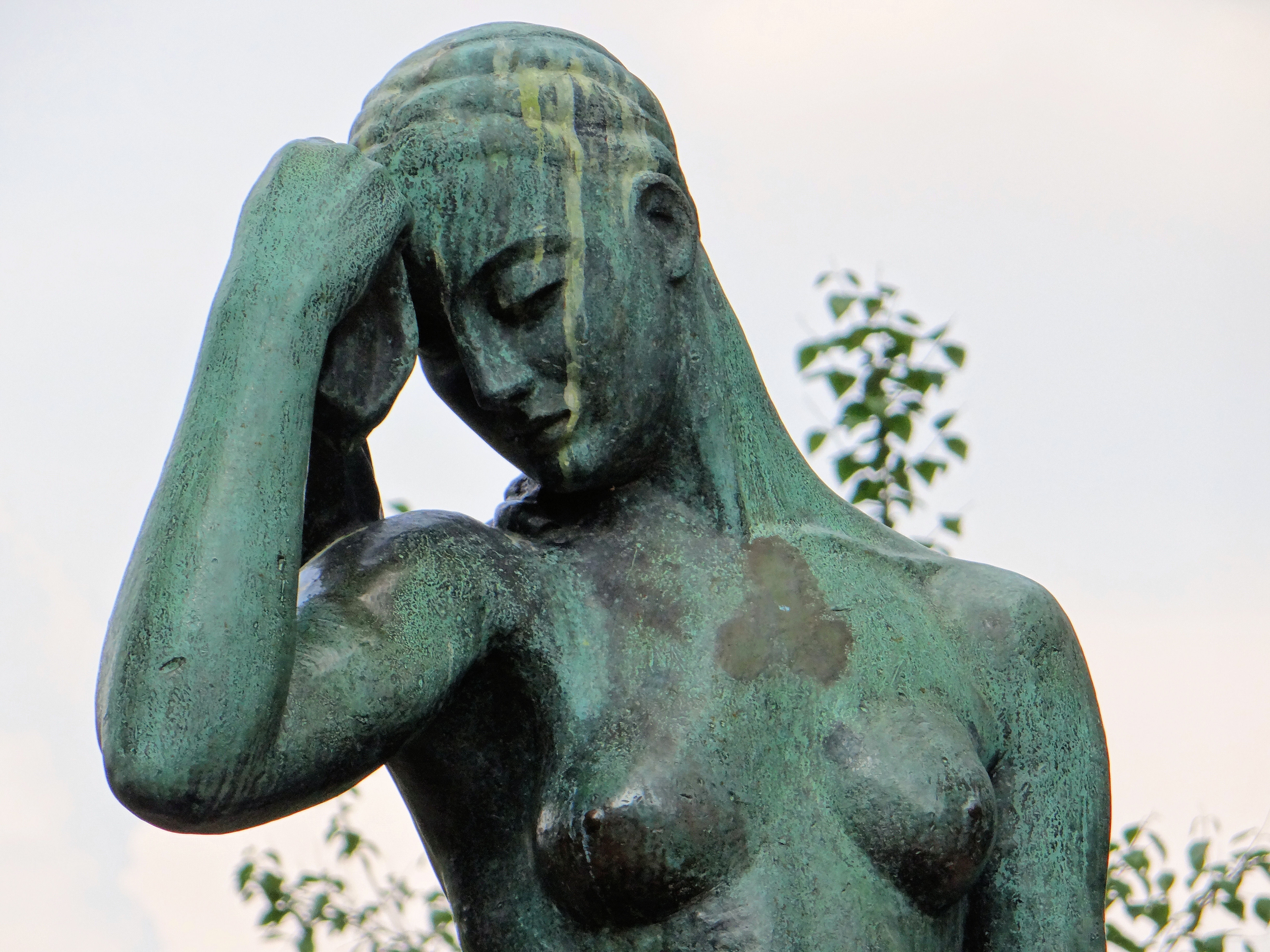
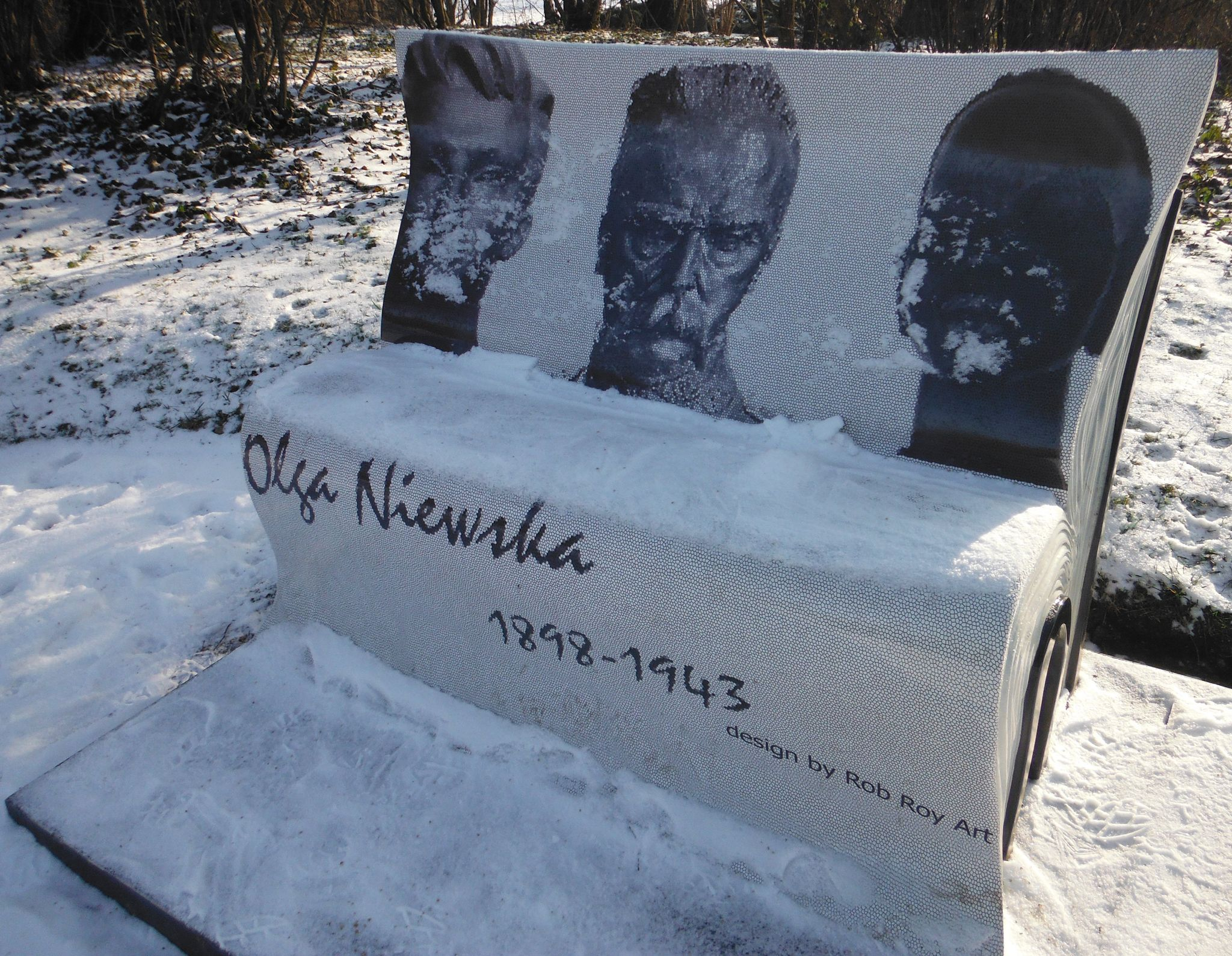